# Nau (ägyptische Mythologie)
Nau (auch Nauti) ist im Alten Ägypten als Totengott seit dem Alten Reich sicher belegt. Die mythologischen Verbindungen reichen jedoch bis in die Früdynastik zurück. Ikonografisch ist Nau als schlangenköpfiger Gott hockend oder mit Sonnenscheibe auf dem Kopf sowie anubisgestaltig dargestellt.

## Mythologische Verbindungen

### Altes bis Mittleres Reich
In den Pyramidentexten wird Nau als Wegbereiter des verstorbenen Königs bei seinem Himmelsaufstieg beschrieben, wobei der König mit Nau als „Stier der Nut“ und „Stier des Nehebkau“ gleichgesetzt wird.

Erscheinungsform des Nau

Im Mittleren Reich wird Nau zusätzlich als „Stier des Richtertribunals“ und „Stier der Neunheit“ bezeichnet. Seine sieben Halswirbel entstanden durch das Verschlucken der sieben Königsschlangen, weshalb er auch „der Erhobene inmitten des Feuerhauses“ genannt wird. Vereinzelt greift Nau den Sonnengott Re mit Bissen an, worauf sich dieser wehrt und „zurückbeißt“. Sein Sitz befindet sich über den „Hochhebungen des Schu bei der Schlangengöttin Nauet, die Atum an diesen Ort gesetzt hat“. Ergänzend tritt Nau als Neheb-kau und Enkel des Schu sowie Sohn des Geb und der Serket-Hetit auf. Als Körperteile des Verstorbenen repräsentiert Nau die Finger. Dazu trägt er den Titel „der Dahinfahrende“.

### Neues Reich bis griechisch-römische Zeit
Im Neuen Reich verschmilzt Nau mit den Gottheiten Hefau, Iarti sowie Scheseri. Er ist der Gott, dem die Köpfe und Herzen des Feindes überwiesen werden. Die göttliche Lebensschlange wird von Re in seinem Namen angesprochen. Seit der 21. Dynastie wird Nau auf Stelen in Verbindung mit Horus genannt, obwohl die mythologischen Wurzeln dieser Gleichsetzung im Zusammenhang des Neheb-kau-Festes bis in das Alte Reich zurückreichen.
Mit Beginn der Spätzeit ist Nau als Gottheit des 22. Mondmonatstages sicher belegt. In der griechisch-römischen Zeit zählt Nau zu den acht Schutzgöttern im Abaton. Sein Kultort ist der oberägyptische Zwei-Falken-Gau des Seth und Min, wobei er als Schützer des Osiris und Horus gilt.